# Filmes gêmeos
Filmes gêmeos são filmes com enredos semelhantes produzidos e lançados em datas próximas por estúdios de cinema diferentes. O fenômeno pode ser resultado de duas ou mais empresas de produção que investem em roteiros semelhantes ao mesmo tempo, resultando em uma corrida para distribuir os filmes para o público. Alguns atribuem os filmes gêmeos à espionagem industrial, à movimentação de funcionários entre estúdios ou ao fato de os mesmos roteiros serem enviados a vários estúdios de cinema antes de serem aceitos. Outra possível explicação é o fato de os filmes tratarem de assuntos atuais, como erupções vulcânicas, reality shows, ataques terroristas ou aniversários importantes, resultando em várias abordagens do mesmo conceito.
Embora filmes gêmeos sejam geralmente filmes de grande orçamento, um mockbuster pode ser feito com um orçamento baixo, com títulos, estética ou tema semelhantes a um blockbuster. Mockbusters geralmente têm lançamento e marketing mais limitados, com a intenção de aproveitar o interesse do público no tópico impulsionado pelo filme principal.

## Prevenção de filmes gêmeos
O roteirista Terry Rossio observa que sempre há projetos de filmes com temas semelhantes sendo desenvolvidos em vários estúdios e que, normalmente, apenas um deles chega a ser produzido em um determinado período de tempo e, portanto, os filmes gêmeos são considerados exceções a essa tendência. Por exemplo, o lançamento da cinebiografia de Whitey Bulger, Black Mass (2015), levou ao abandono de um filme planejado sobre Bulger que teria sido produzido por Ben Affleck e Matt Damon.
O filme Who Do You Love? (2008), sobre a gravadora americana Chess Records, teve o seu lançamento adiado até 2010 para evitar a concorrência com Cadillac Records (2008), um filme de orçamento mais alto sobre o mesmo assunto.
No caso do filme The Towering Inferno (1974), havia o receio de que dois filmes de suspense e ação semelhantes, ambos ambientados em um arranha-céu em chamas, competissem entre si. Isso levou a 20th Century-Fox e a Warner Bros. a unirem as suas produções em um único filme, com um elenco estrelado.

## Exemplos notáveis
| Primeiro filme                                   | Primeiro filme | Segundo filme                                            | Segundo filme | Similaridades |
| Título                                           | Ano            | Título                                                   | Ano           | Similaridades |
| ------------------------------------------------ | -------------- | -------------------------------------------------------- | ------------- | --- |
| Dishonored                                       | 1931           | Mata Hari                                                | 1931          | Ambos são filmes sobre espiãs em tempos de guerra estrelando a então mais proeminente atriz da Paramount, Marlene Dietrich, e da MGM, Greta Garbo, respectivamente. |
| Jezebel                                          | 1938           | Gone with the Wind                                       | 1939          | O filme Jezebel teria sido criado para Bette Davis quando ela não conseguiu o cobiçado papel de Scarlett O'Hara em Gone with the Wind. Ambos os filmes tratavam de Southern belles independentes e aguerridas durante a Guerra Civil dos Estados Unidos. |
| Young Mr. Lincoln                                | 1939           | Abe Lincoln in Illinois                                  | 1940          | Ambos são sobre Abraham Lincoln. |
| Touchez pas au grisbi                            | 1954           | Rififi                                                   | 1955          | Ambos são filmes sobre gângsteres experientes em Paris. Depois de um roubo bem-sucedido, eles precisam lutar contra uma gangue rival. |
| Tarzan's Greatest Adventure                      | 1959           | Tarzan, the Ape Man                                      | 1959          | Ambos são sobre Tarzan em uma aventura. |
| Dr. Strangelove                                  | 1964           | Fail Safe                                                | 1964          | Ambos lidam com o conceito de guerra nuclear acidental, embora Dr. Strangelove seja uma sátira, enquanto Fail Safe é um drama. |
| Harlow                                           | 1965           | Harlow                                                   | 1965          | Ambos são cinebiografias de Jean Harlow. |
| Those Magnificent Men in Their Flying Machines   | 1965           | The Great Race                                           | 1965          | Ambos são filmes de pastelão sobre uma corrida no início do século XX, inspirados pelo sucesso de It's a Mad, Mad, Mad, Mad World (1963). Os filmes foram lançados com duas semanas de diferença. |
| You're a Big Boy Now                             | 1966           | The Graduate                                             | 1967          | Ambos são histórias sobre amadurecimento sobre um jovem sendo procurado por uma mulher mais velha. |
| Morangos Amargos                                 | 1970           | Getting Straight                                         | 1970          | Também R.P.M.: Revoluções por Minuto (1970). Todos são dramas sobre revoltas em um campus acadêmico. |
| Sweet Sweetback's Baadasssss Song                | 1971           | Shaft                                                    | 1971          | Ambos são frequentemente creditados como os primeiros exemplos do gênero blaxploitation. |
| Rollerball                                       | 1975           | Death Race 2000                                          | 1975          | Ambos são filmes distópicos de ação e ficção científica que envolvem esportes perigosos e, às vezes, fatais. |
| Cannonball                                       | 1976           | The Gumball Rally                                        | 1976          | Também The Cannonball Run (1981). Todos os três são sobre a mesma corrida ilegal de cross-country. |
| The Last Remake of Beau Geste                    | 1977           | March or Die                                             | 1977          | Ambos são sobre a Legião Estrangeira Francesa. |
| Nosferatu: Phantom der Nacht                     | 1979           | Dracula                                                  | 1979          | Ambos são baseados no romance Drácula de Bram Stoker. |
| The Amityville Horror                            | 1979           | The Shining                                              | 1980          | Ambos são filmes de terror sobrenatural sobre uma família que se muda para um prédio onde uma família anterior de inquilinos foi assassinada, no qual o pai é possuído pelo assassino anterior e acaba atacando sua família com um machado. |
| Porky's                                          | 1982           | The Last American Virgin                                 | 1982          | Também Losin' It (1983). Todas são comédias sexuais que retratam um grupo de jovens amigos do sexo masculino tentando perder a virgindade ou realizar outra missão sexualmente relacionada. |
| Some Kind of Hero                                | 1982           | Rambo: First Blood                                       | 1982          | Ambos apresentam um veterano da Guerra do Vietnã que volta para casa e tem problemas para se adaptar à vida civil. |
| Octopussy                                        | 1983           | Never Say Never Again                                    | 1983          | Ambos os filmes apresentam versões um pouco mais velhas do que o normal do superespião fictício James Bond, interpretado por atores que o haviam interpretado em vários filmes anteriores (Roger Moore e Sean Connery, respectivamente). |
| Wild Style                                       | 1983           | Beat Street                                              | 1984          | Ambos são filmes sobre hip hop old school, com foco em todos os quatro pilares da cultura hip hop. |
| O Dia Seguinte                                   | 1983           | Threads                                                  | 1984          | Também Testament (1983). Todos são sobre a preparação e as consequências de um ataque nuclear. |
| Country                                          | 1984           | The River                                                | 1984          | Também Um Lugar no Coração (1984). Todos são sobre dificuldades enfrentadas em fazendas familiares. |
| The Return of the Living Dead                    | 1985           | O Dia dos Mortos                                         | 1985          | Ambos são filmes de zumbis, lançados quase simultaneamente e originados da colaboração entre John Russo e George A. Romero em A Noite dos Mortos-Vivos. |
| Back to the Future                               | 1985           | Peggy Sue Got Married                                    | 1986          | Ambos apresentam protagonistas que voltam no tempo e encontram versões do ensino médio de seus familiares, interpretados pelos mesmos atores. |
| Into the Night                                   | 1985           | After Hours                                              | 1985          | Também Something Wild (1986). Todas são comédias sobre homens cujo encontro com uma mulher misteriosa os leva a problemas. |
| The Great Mouse Detective                        | 1986           | Fievel - Um Conto Americano                              | 1986          | Ambos são longas-metragens de animação sobre um grupo de ratos. |
| Platoon                                          | 1986           | Nascido para Matar                                       | 1987          | Ambas são representações sombrias, violentas e sem glória da Guerra do Vietnã. |
| The Secret of My Success                         | 1987           | Working Girl                                             | 1988          | Ambos tratam de pessoas que começam um novo emprego de baixo escalão na cidade de Nova Iorque, fingem ser executivos, têm ótimas ideias para aquisições e conquistam a garota ou o garoto que estava “fora de seu alcance”. |
| Tal Pai, Tal Filho                               | 1987           | Big                                                      | 1988          | Também Vice Versa (1988), 14 Going on 30 (1988) e Dream a Little Dream (1989). Todos retratam meninos que se transformam em homens adultos ou que trocam de corpo com eles. |
| Ligações Perigosas                               | 1988           | Valmont                                                  | 1989          | Ambos são adaptações do romance Les liaisons dangereuses. |
| Oliver e Seus Companheiros                       | 1988           | Todos os Cães Merecem o Céu                              | 1989          | Ambos são longas-metragens de animação sobre cães com um parceiro humano. |
| K-9                                              | 1989           | Turner & Hooch                                           | 1989          | Ambos são sobre um policial que ganha um cão como parceiro. |
| DeepStar Six                                     | 1989           | Leviathan                                                | 1989          | Também The Abyss (1989). Todos são suspenses subaquáticos que envolvem exploradores que descobrem novas criaturas estranhas (e, em grande parte, hostis) no oceano. |
| The Forbidden Dance                              | 1990           | Lambada                                                  | 1990          | Ambos são filmes centrados na dança Lambada. |
| Robin Hood - O Príncipe dos Ladrões              | 1991           | Robin Hood                                               | 1991          | Ambos são baseados na lenda de Robin Hood. |
| Mobsters                                         | 1991           | Bugsy                                                    | 1991          | Ambos são filmes de crime sobre Bugsy Siegel, Lucky Luciano, Meyer Lansky e Frank Costello. |
| Mad Dog and Glory                                | 1993           | Proposta Indecente                                       | 1993          | Também Honeymoon in Vegas (1992). Os três filmes envolvem um homem que compra uma mulher que não é prostituta por um curto período de tempo e por uma grande quantia de dinheiro. |
| Carnosaur                                        | 1993           | Jurassic Park                                            | 1993          | Ambos são filmes de ação e aventura que envolvem a recriação genética de dinossauros ou animais pré-históricos. Ambos também são baseados em livros. |
| Groundhog Day                                    | 1993           | 12:01                                                    | 1993          | Ambos são sobre um indivíduo preso em um loop temporal de 24 horas em que o protagonista acorda todas as manhãs no mesmo dia e vivencia os eventos daquele dia repetidamente até descobrir como quebrar o ciclo. |
| Tombstone                                        | 1993           | Wyatt Earp                                               | 1994          | Ambos são cinebiografias de Wyatt Earp. |
| Kalifornia                                       | 1993           | Natural Born Killers                                     | 1994          | Ambos são filmes de estrada sobre um casal que se envolve em assassinatos em vários estados, e todos são direta ou indiretamente baseados no verdadeiro assassino Charles Starkweather. Ambos os filmes têm Juliette Lewis como personagem principal. |
| The Beverly Hillbillies                          | 1993           | Addams Family Values                                     | 1993          | Ambos os filmes são adaptações de séries de TV americanas de sucesso, centrando-se em famílias excêntricas que lutam para se encaixar na sociedade convencional, enquanto expõem humoristicamente suas falhas. The Beverly Hillbillies segue uma família rural que encontra petróleo e se muda para Beverly Hills, onde seus modos simples entram em choque com a alta sociedade. Addams Family Values dá continuidade à história da macabra família Addams, que enfrenta as normas suburbanas de frente, especialmente por meio das travessuras rebeldes de Wednesday no acampamento de verão. Ambos os filmes apresentam uma subtrama em que um solteirão ingênuo e rico—Jed Clampett e Tio Fester—é alvo de uma mulher ardilosa atrás de sua fortuna. |
| Velocidade Terminal                              | 1994           | Drop Zone                                                | 1994          | Ambos são filmes de ação que envolvem paraquedismo. |
| The Adventures of Priscilla, Queen of the Desert | 1994           | To Wong Foo, Thanks for Everything! Julie Newmar         | 1995          | Ambos têm o enredo de drag queens fazendo uma viagem de carro por seu país (em um caso, a Austrália; no outro, os Estados Unidos), em uma jornada de autodescoberta. Ambos têm títulos de oito palavras. |
| Street Fighter                                   | 1994           | Mortal Kombat                                            | 1995          | Também Double Dragon (1994). Todos são filmes de ação e aventura com artes marciais baseados em franquias de jogos eletrônicos de luta. |
| Braveheart                                       | 1995           | Rob Roy                                                  | 1995          | Ambos são biografias de aventura/guerra ambientadas na Escócia. |
| Gordy                                            | 1995           | Babe                                                     | 1995          | Ambos são filmes infantis estrelando porcos. |
| Showgirls                                        | 1995           | Striptease                                               | 1996          | Ambos são filmes de drama eróticos com uma personagem principal envolvida na profissão de stripper. |
| Emma                                             | 1996           | Emma                                                     | 1996          | Também Clueless (1995). Todos são baseados no romance Emma, de Jane Austen, mas Clueless se passa em Beverly Hills nos dias atuais. |
| Executive Decision                               | 1996           | Força Aérea Um                                           | 1997          | Ambos são filmes sobre terroristas que sequestram um avião e uma equipe de resgate que salva os passageiros e derrota os terroristas. |
| The Arrival                                      | 1996           | Contact                                                  | 1997          | Ambos são filmes de suspense de ficção científica em que o personagem principal é um radioastrônomo que participa de uma conspiração envolvendo o primeiro contato com uma raça alienígena. |
| Dante's Peak                                     | 1997           | Volcano                                                  | 1997          | Ambos são filmes sobre desastres centrados em erupções vulcânicas. |
| Kundun                                           | 1997           | Seven Years in Tibet                                     | 1997          | Ambos são dramas baseados em fatos ocorridos no Tibete em meados do século XX, com o 14º Dalai Lama como personagem principal. |
| Murder at 1600                                   | 1997           | Poder Absoluto                                           | 1997          | Ambos os filmes giram em torno de uma investigação de assassinato em Washington, D.C., envolvendo o presidente ou passados na Casa Branca. |
| Antz                                             | 1998           | A Bug's Life                                             | 1998          | Ambos são filmes de animação computadorizada sobre insetos, estrelados por uma formiga inconformada que se apaixona por uma princesa formiga, deixa o formigueiro e, por fim, retorna e é aclamado como herói. |
| Impacto Profundo                                 | 1998           | Armageddon                                               | 1998          | Também Asteroid (1997). Todos são filmes de desastres globais de risco catastrófico centrados em um evento de impacto iminente que ameaça acabar com a maior parte ou com toda a vida na Terra. |
| Sliding Doors                                    | 1998           | Lola rennt                                               | 1998          | Ambos os filmes contam a mesma história de uma mulher várias vezes, mudando um pequeno detalhe no início e descrevendo como essa mudança afeta drasticamente o resultado. |
| The Truman Show                                  | 1998           | EDtv                                                     | 1999          | Também Pleasantville (1998). Todos são filmes em que a vida de uma pessoa ou de um grande grupo de pessoas é transmitida pela TV. |
| Dark City                                        | 1998           | Matrix                                                   | 1998          | Também eXistenZ (1999). Todos são filmes de ficção científica que envolvem o tema de saber se o mundo é real ou uma ilusão. |
| Anywhere but Here                                | 1999           | Tumbleweeds                                              | 1999          | Ambos os filmes tratam de uma dupla de mãe e filha que atravessa o país de carro para se mudar para a Califórnia. |
| Entrapment                                       | 1999           | The Thomas Crown Affair                                  | 1999          | Os dois são filmes de assalto focados no relacionamento entre uma atraente investigadora de seguros e um ladrão que rouba um quadro caro de um artista famoso. |
| O Sexto Sentido                                  | 1999           | Stir of Echoes                                           | 1999          | Ambos são filmes de terror sobrenatural com um homem e seus parentes, que experimentam uma série de visões assustadoras e têm a capacidade de interagir com fantasmas. |
| End of Days                                      | 1999           | Stigmata                                                 | 1999          | Também Lost Souls (2000). Todos são filmes de terror sobrenatural religioso envolvendo a Igreja Católica. Tanto End of Days quanto Stigmata estrelam Gabriel Byrne como personagem principal. Tanto End of Days quanto Lost Souls envolvem o tema de Satanás tomando posse do corpo de um homem. |
| The Haunting                                     | 1999           | House on Haunted Hill                                    | 1999          | Ambos são filmes de terror em que as pessoas ficam presas em uma casa mal-assombrada, e ambos são baseados em mídia lançada em 1959. Os dois também têm estranhos atraídos para a casa sob falsos pretextos. |
| 10 Things I Hate About You                       | 1999           | Hamlet                                                   | 2000          | Também O (2001). Todas são adaptações modernas de peças de William Shakespeare, com Julia Stiles como protagonista feminina. |
| La leggenda del Titanic                          | 1999           | Titanic, mille e una storia                              | 2000          | Ambos são filmes de animação originalmente em italiano sobre o naufrágio do RMS Titanic. |
| O Homem Bicentenário                             | 1999           | A.I. - Inteligência Artificial                           | 2000          | Ambos são filmes de ficção científica que abordam o tema de robôs humanoides que buscam sentir emoções e ser humanos. Ambos também são adaptados de obras de importantes autores de ficção científica, Isaac Asimov e Brian Aldiss, respectivamente. |
| O Caminho para El Dorado                         | 2000           | The Emperor's New Groove                                 | 2000          | Ambos são filmes de comédia animada ambientados no que hoje é a América Latina. |
| Scary Movie                                      | 2000           | Shriek If You Know What I Did Last Friday the Thirteenth | 2000          | Ambos são paródias de filmes de terror com um assassino usando uma máscara de Ghostface; além disso, Scary Movie tinha o título provisório Scream If You Know What I Did Last Halloween. |
| Mission to Mars                                  | 2000           | Planeta Vermelho                                         | 2000          | Ambos são filmes de aventura de ficção científica sobre expedições a Marte. |
| Wonder Boys                                      | 2000           | Finding Forrester                                        | 2000          | Ambos são filmes que envolvem um escritor e sua amizade com um estudante. |
| Autumn in New York                               | 2000           | Doce Novembro                                            | 2001          | Ambos os filmes são centrados em mulheres jovens de espírito livre que são diagnosticadas com doenças terminais em um cenário de outono. |
| Freddy vs. Jason                                 | 2003           | Alien vs. Predador                                       | 2004          | Ambos apresentam ícones do terror da década de 1980 lutando entre si, enquanto os humanos acabam no fogo cruzado. |
| Biker Boyz                                       | 2003           | Torque                                                   | 2004          | Ambos são filmes de ação sobre gangues de motociclistas e corridas de rua. |
| Finding Nemo                                     | 2003           | Shark Tale                                               | 2004          | Ambos são filmes de animação computadorizada ambientados embaixo d'água com protagonistas peixes. |
| Underworld                                       | 2003           | Van Helsing                                              | 2004          | Ambos os filmes retratam uma guerra entre vampiros e lobisomens, e ambos são estrelados por Kate Beckinsale. |
| Chasing Liberty                                  | 2004           | First Daughter                                           | 2004          | Ambos são filmes de comédia romântica sobre a filha rebelde do presidente dos Estados Unidos. |
| A Caverna                                        | 2005           | The Descent                                              | 2005          | Ambos são filmes de terror em que as pessoas encontram criaturas mortais em um sistema de cavernas. |
| Sky High                                         | 2005           | Zoom                                                     | 2006          | Ambos são sobre adolescentes treinando para se tornarem super-heróis. |
| Madagascar                                       | 2005           | Selvagem                                                 | 2006          | Ambos são filmes de animação computadorizada que envolvem personagens animais semelhantes do Zoológico do Central Park de Nova Iorque sendo introduzidos à natureza. |
| United 93                                        | 2006           | Voo 93                                                   | 2006          | Ambos são dramas sobre o Voo United Airlines 93. |
| The Prestige                                     | 2006           | O Ilusionista                                            | 2006          | Ambos são dramas sobre mágicos no século XIX. |
| Over the Hedge                                   | 2006           | Open Season                                              | 2006          | Ambos são filmes de animação computadorizada sobre animais selvagens que estão em guerra com os humanos. |
| Happy Feet                                       | 2006           | Surf's Up                                                | 2007          | Ambos são filmes de comédia de animação computadorizada sobre pinguins. |
| An American Crime                                | 2007           | The Girl Next Door                                       | 2007          | Ambos são filmes sobre o assassinato de Sylvia Likens. |
| Knocked Up                                       | 2007           | Juno                                                     | 2007          | Também Waitress (2007). Todos apresentam uma jovem protagonista que enfrenta uma gravidez inesperada. |
| Eagle Eye                                        | 2008           | Echelon Conspiracy                                       | 2009          | Ambos são centrados em um supercomputador com inteligência artificial do governo, encarregado de proteger os EUA por meio de vigilância onipresente e acesso infinito a quase todas as tecnologias, que se torna autônomo e poderoso demais. |
| Repo! The Genetic Opera                          | 2008           | Repo Men                                                 | 2010          | Ambientados em um futuro distópico, ambos os filmes tratam de um ou mais “homens de retomada” empregados por empresas que fatalmente retomam a posse de órgãos artificiais quando os pacientes não pagam suas contas. |
| Observe and Report                               | 2009           | Paul Blart: Mall Cop                                     | 2009          | Ambos são filmes de comédia sobre um policial de shopping acima do peso. |
| Coco avant Chanel                                | 2009           | Coco Chanel & Igor Stravinsky                            | 2009          | Ambos são dramas biográficos relacionados à designer de moda francesa Coco Chanel. |
| Gamer                                            | 2009           | Surrogates                                               | 2009          | Também Avatar (2009). Todos são filmes de ficção científica em que as pessoas controlam corpos físicos operados remotamente. |
| Avatar                                           | 2009           | Distrito 9                                               | 2009          | Ambos os filmes retratam alienígenas maltratados por humanos, o protagonista mudando de lado, voltando-se contra o antagonista de mentalidade militar e, por fim, tornando-se um alienígena. |
| Knowing                                          | 2009           | 2012                                                     | 2009          | Ambos são filmes de desastre de ficção científica sobre o fim do mundo. |
| A Estrada                                        | 2009           | O Livro de Eli                                           | 2010          | Também Hell (2011). Todos os três filmes se passam em um mundo pós-apocalíptico, onde os personagens principais tentam sobreviver viajando. |
| The A-Team                                       | 2010           | Os Perdedores                                            | 2010          | Ambos são filmes de ação em ritmo acelerado sobre agentes militares desonrados que buscam redenção e vingança após serem traídos em uma missão secreta. Além disso, ambos são baseados em séries preexistentes de outras mídias. |
| Kick-Ass                                         | 2010           | Super                                                    | 2010          | Ambos apresentam personagens que não possuem super-habilidades/poderes e que embarcam em uma jornada de justiça justiceira sob o disfarce de trajes caseiros e alter egos. Cada um deles enfrenta as dificuldades de combater o mal sem ter habilidades especiais, e ambos são acompanhados, mais tarde em suas histórias, por personagens que compartilham motivações semelhantes. |
| Despicable Me                                    | 2010           | Megamind                                                 | 2010          | Também Wreck-It Ralph (2012). Todos os três são filmes de animação computadorizada que apresentam um vilão estereotipado como protagonista. |
| Skyline                                          | 2010           | Battle: Los Angeles                                      | 2011          | Ambos são filmes de invasão alienígena que se passam principalmente em Los Angeles. A Sony Pictures, o estúdio de Battle, iniciou uma ação legal contra os diretores e artistas de efeitos especiais de Skyline por supostamente terem roubado ideias e equipamentos para seu filme semelhante. Posteriormente, a Sony descartou o processo, afirmando estar satisfeita com o fato de seus próprios efeitos especiais não terem sido usados em Skyline. |
| Centurião                                        | 2010           | The Eagle                                                | 2011          | Ambos são filmes históricos de ação sobre o desaparecimento da Nona Legião do Império Romano. |
| The Bounty Hunter                                | 2010           | One for the Money                                        | 2012          | Ambos são filmes sobre um caçador de recompensas que vai atrás de um antigo interesse amoroso. |
| Sexo sem Compromisso                             | 2011           | Friends with Benefits                                    | 2011          | Ambos são comédias românticas sobre dois amigos que têm um relacionamento sexual casual e não romântico e acabam se apaixonando. Sexo sem Compromisso tinha o título provisório de Friends with Benefits, mas teve de ser renomeado devido a um conflito com o outro filme. |
| The Girl                                         | 2012           | Hitchcock                                                | 2012          | Ambos são cinebiografias de Alfred Hitchcock. |
| Zero Dark Thirty                                 | 2012           | Seal Team Six: The Raid on Osama Bin Laden               | 2012          | Ambos são filmes sobre o assassinato de Osama bin Laden. |
| Jobs                                             | 2013           | Steve Jobs                                               | 2015          | Ambos são cinebiografias de Steve Jobs. |
| Olympus Has Fallen                               | 2013           | White House Down                                         | 2013          | Ambos são filmes de ação sobre ataques terroristas à Casa Branca. |
| Oblivion                                         | 2013           | Depois da Terra                                          | 2013          | Ambos os filmes incluem um protagonista que precisa lutar pela sobrevivência em uma Terra pós-apocalíptica. |
| This Is the End                                  | 2013           | The World's End                                          | 2013          | Ambos são filmes apocalípticos de comédia. |
| O Duplo                                          | 2013           | O Homem Duplicado                                        | 2013          | Ambos são sobre um homem que encontra seu doppelgänger físico em um estado aparentemente totalitário. |
| Yves Saint Laurent                               | 2014           | Saint Laurent                                            | 2014          | Ambos são cinebiografias de Yves Saint Laurent. |
| Hércules                                         | 2014           | The Legend of Hercules                                   | 2014          | Ambos são sobre Hércules. |
| The Equalizer                                    | 2014           | John Wick                                                | 2014          | Ambos os filmes envolvem um protagonista altamente treinado que busca vingança por meio de assassinatos. |
| Sete Dias sem Fim                                | 2014           | August: Osage County                                     | 2014          | Ambos os filmes envolvem famílias disfuncionais que se reúnem após a morte do patriarca. |
| Labirinto de Mentiras                            | 2014           | Der Staat gegen Fritz Bauer                              | 2015          | Ambos são filmes que retratam o esforço que levou aos julgamentos de Auschwitz em Frankfurt por um grupo de promotores liderados por Fritz Bauer. |
| Marguerite                                       | 2015           | Florence Foster Jenkins                                  | 2016          | Ambos são baseados na vida de Florence Foster Jenkins. |
| Perdido em Marte                                 | 2015           | Approaching the Unknown                                  | 2016          | Ambos são sobre um homem que fica preso no espaço em uma missão a Marte e precisa descobrir uma maneira de sobreviver. |
| Spectre                                          | 2015           | Missão Impossível - Nação Secreta                        | 2015          | Ambos os filmes apresentam os protagonistas perseguindo organizações criminosas secretas na Áustria, no Marrocos e em Londres, enquanto suas agências de inteligência estão fechadas. A Paramount teve que adiantar a data de lançamento de Missão Impossível: Nação Secreta para não entrar em conflito com Spectre. |
| Patriots Day                                     | 2016           | Stronger                                                 | 2017          | Ambos os filmes giram em torno do atentado à Maratona de Boston de 2013 e suas consequências. |
| Capitão Fantástico                               | 2016           | The Glass Castle                                         | 2017          | Ambos são sobre uma grande família que vive isolada e lidam com suas ramificações morais. |
| Storks                                           | 2016           | The Boss Baby                                            | 2017          | Ambos os filmes são animados e focam em mundos fictícios de onde vêm os bebês. |
| The Miseducation of Cameron Post                 | 2018           | Boy Erased                                               | 2018          | Os protagonistas de ambos os filmes são adolescentes homossexuais forçados por suas famílias a se submeterem à terapia de conversão. |
| Hotel Artemis                                    | 2018           | Hotel Mumbai                                             | 2018          | Ambos são suspenses de ação sobre terrorismo em um hotel. |
| Smallfoot                                        | 2018           | Abominável                                               | 2019          | Ambos são filmes de animação computadorizada sobre abomináveis homens das neves que fazem o primeiro contato com os seres humanos e ambos se passam no Himalaia. |
| RBG                                              | 2018           | On the Basis of Sex                                      | 2018          | Ambos são sobre Ruth Bader Ginsburg. |
| Widows                                           | 2018           | The Kitchen                                              | 2019          | Ambos são sobre esposas cumpridoras das leis de criminosos, que assumem os planos criminosos de seus maridos quando eles se vão. |
| Lez Bomb                                         | 2018           | Happiest Season                                          | 2020          | Ambos os filmes giram em torno de lésbicas que planejam se assumir para suas famílias conservadoras durante as festas de fim de ano, mas são confrontadas por seus ex-namorados; Lez Bomb se passa no Dia de Ação de Graças, enquanto Happiest Season se passa no Natal. |
| A Dog's Journey                                  | 2019           | The Art of Racing in the Rain                            | 2019          | Ambos são filmes sobre a vida de um cão na vida de seu dono e são narrados e vistos pelos olhos dos cães. |
| Portrait de la jeune fille en feu                | 2019           | Ammonite                                                 | 2020          | Ambos os filmes se passam por volta de 1800, na costa do Canal da Mancha, e apresentam uma relação lésbica proibida, complicada ainda mais pelas diferenças de classe. |
| The Curse of La Llorona                          | 2019           | La Llorona                                               | 2019          | Ambos são sobre a lenda da bela da meia-noite. |
| Never Rarely Sometimes Always                    | 2020           | Unpregnant                                               | 2020          | Ambos são filmes americanos sobre uma adolescente que descobre que está grávida e parte em uma viagem de carro com sua melhor amiga para outro estado para fazer um aborto sem o consentimento dos pais. |
| Pinóquio                                         | 2022           | Guillermo del Toro's Pinocchio                           | 2022          | Ambos são baseados em As Aventuras de Pinóquio. |
| Elvis                                            | 2022           | Priscilla                                                | 2023          | Ambos são filmes sobre Elvis Presley ou giram em torno dele. |
| Turning Red                                      | 2022           | Ruby Gillman, Teenage Kraken                             | 2023          | Ambos são filmes de animação sobre garotas adolescentes que se transformam em criaturas maiores (um panda vermelho e um kraken, respectivamente) sob certas condições. |
| Godzilla Minus One                               | 2023           | Godzilla x Kong: The New Empire                          | 2024          | Ambos são filmes do Godzilla que comemoram o 70º aniversário do personagem. |
| Totally Killer                                   | 2023           | Corte no Tempo                                           | 2024          | Ambos os filmes são sobre uma estudante do ensino médio que é acidentalmente transportada de volta no tempo e precisa desmascarar um assassino em série não identificado que aterrorizou sua cidade e impedir o assassinato de uma parente que está no ensino médio na época. |
| The First Omen                                   | 2024           | Imaculada                                                | 2024          | Ambos os filmes são sobre jovens freiras americanas que viajam para Roma, na Itália, e ficam inesperadamente grávidas do que acaba sendo um feto demoníaco/o anticristo. |

## Outros significados

### Uma história com duas perspectivas
O termo "filmes gêmeos" também já foi usado para filmes produzidos pela mesma produtora com o objetivo de contar a mesma história de dois pontos de vista diferentes:
- Flags of Our Fathers e Cartas de Iwo Jima (ambos de 2006) são sobre a Batalha de Iwo Jima, contada respectivamente sob a perspectiva dos fuzileiros navais dos Estados Unidos e dos soldados do Japão.[65]
- The Disappearance of Eleanor Rigby (2013) é um trio de filmes que acompanha Conor Ludlow e Enealor Rigby, um jovem casal que vive em Nova Iorque. Him analisa o relacionamento deles pelo ponto de vista de Conor, enquanto Her acompanha o de Eleanor. Them reedita os dois em uma narrativa linear.[66]

### Filmes em múltiplos idiomas
O termo "filmes gêmeos" também já foi usado para versões de filmes em vários idiomas:
- Raavan e Raavanan (ambos de 2010) usam elencos semelhantes e filmam as mesmas cenas em hindi e tâmil, respectivamente.[67]